# Normalitet
Normalitet är en egenskap som innebär att en variabel lever upp till en viss norm eller regel i multivariabla sammanhang, att något är typiskt. Normalitet kan definieras utifrån antingen normalfördelning, genomsnittlighet eller vanlighet, eller utifrån vad som anses vara naturligt. Näraliggande begrepp är regularitet, kausalitet och funktionalitet.
Normalitet är ett centralt begrepp inom statistik, matematik, psykologi, kemi och medicin.
Enligt den aristoteliska filosofin är normaliteten förbunden med vad som är naturligt, varigenom det är av fundamental betydelse för alla filosofiska riktningar som antingen utgår från naturen eller från biologin. Själva föreställningen om normalitet har kritiserats häftigt sedan slutet av 1990-talet, och ibland jämförts med rasism.